# Grant Davies
Grant Davies (n. 11 septembrie 1963, Southport⁠(d), Queensland, Australia) este un caiacist ce a reprezentat Australia, medaliat olimpic. A participat la o ediție a Jocurilor Olimpice (1988) în care a câștigat o medalie de argint.

## Participări
Lista de mai jos prezintă principalele competiții la care a participat Grant Davies de-a lungul carierei.
- canoeing at the 1988 Summer Olympics – men's K-1 1000 metres[*]